# 原神星
原神星（65 Cybele）是位于太阳系小行星带的一颗小行星，由德国天文学家威廉·坦普尔于1861年3月8日在法国马赛发现。这颗X-型小行星以希腊神话中的大地女神库柏勒命名，直径在218.56至300.54公里之间，自转周期为6.0814小时。原神星的轨道位于木星的2:1轨道共振外侧区域，属于外小行星带天体。原神星族得名于这颗小行星。

## 物理特性
作为轨道离心率小于0.3，轨道倾角小于25°的一类小行星的代表，原神星位于外小行星带。这组被认为是在很久之前由一个大天体解体产生的小行星群，统称为原神星族。这些小行星的运行轨道位于木星的2:1轨道共振之外。作为颗X-型小行星，原神星的自转周期相对较短，仅为6.0814小时。
首次原神星掩星现象于1979年10月17日在苏联观测到。这颗小行星的形状似乎不规则，最长弦长度为245公里，与1983年IRAS卫星测定的结果非常接近（见下文）。在1979年的同一次掩星事件中，还发现了一个可能的直径为11公里的小行星卫星，距离917公里，但此后从未得到证实。截至2017年，无论是小行星光变数据中心还是约翰斯顿的档案，都未将原神星视为一颗双小行星。

### 直径估计
原神星的平均直径估计在218.56至300.54公里之间。根据1983年红外天文卫星IRAS的观测，该小行星的直径为237.26公里。美国宇航局广域红外巡天探测器（NEOWISE任务）的测量结果得出其直径为218.56公里和276.58公里。日本AKARI卫星给出的最大估计值为300.54公里。2004年，穆勒利用热物理模型（TPM）估计原神星的尺寸为302 × 290 × 232公里，相当于平均直径273.0公里。 
2021年的观测表明，原神星目前的形状与其处于流体静力平衡状态时所与其的形状非常接近，这与其他大型原神星族小行星，如林神星或者驶神星形成鲜明对比。这表明在大约1.5 × 1019千克的质量范围内，存在一个不规则小行星与处于平衡状态的大型天体之间的过渡点，这使得外太阳系中直径至少为260公里的天体可能在平衡状态下形成（例如，直径为212公里的土卫九可能是在平衡状态下形成的）。然而，尚不确定原神星现在的形状是否是其原始形状，还是像形状非常圆的健神星和丽神星那样是因大型撞击造成的。目前没有观察到原神星族，但是由于原神星的运行轨道相当不稳定，任何这样的小行星族都会在20亿年内分散。不过，原神星相比于林神星和驶神星具有更大的密度，这在某种程度上支持了第一个假设。（与原神星相对，林神星和驶神星皆曾经历撞击。这可从它们本身的卫星、以及与林神星隶属同一族的小行星得到证明。）

### 光谱
原神星的红外光谱的研究显示，其光谱中存在的吸收特征与司理星的光谱相似，可能係因水冰所致。这颗小行星可能被一层细小的硅酸盐尘埃覆盖，其中混杂着少量的水冰和有机固体。

## 发现和命名
1861年3月8日，德国天文学家威廉·坦普尔在法国东南部的马赛天文台发现了原神星。这颗小行星的命名过程引起了一点争议。坦普尔将命名这颗小行星的荣誉授予卡尔·奥古斯特·冯·斯坦海尔，以表彰他在望远镜生产方面所取得的成就。冯·斯坦海尔选择将其命名为“马克西米利安娜”（Maximiliana），以纪念时任巴伐利亚君主马克西米利安二世。而在当时，小行星通常被赋予古典名称，许多天文学家对这种现代命名提出抗议。最终，这颗小行星被命名为库柏勒这个名字，意指地母神。（此前发现的小行星45、54和64也被赋予了非古典的名称；而小行星64也是由坦普尔发现的，但尽管遭到类似的抗议，其名字仍然保留了下来。）

## 近期掩星现象
2008年8月24日，原神星遮蔽了蛇夫座中一颗12.7等的恒星2UCAC 24389317，显示了其长轴至少为294公里。2021年10月17日，原神星遮蔽了人马座中一颗11.9星等的恒星。 